# ميشيل بيريرا
ميشيل بيريرا (بالبرتغالية: Michel Pereira؛ مواليد 6 أكتوبر 1993) هو مُقاتل فنون قتالية مختلطة برازيلي.

## وصلات خارجية
- ميشيل بيريرا على موقع يو إف سي (الإنجليزية)
- ميشيل بيريرا على موقع شيردوغ (الإنجليزية)
- ميشيل بيريرا على موقع Tapology.com (الإنجليزية)
- ميشيل بيريرا على موقع فايت ماتريكس (الإنجليزية)
- ميشيل بيريرا على موقع IMDb (الإنجليزية)